# Mechraa Safa
Mechraa Safa (em árabe: مشرع الصفاء) é uma comuna localizada na província de Tiaret, Argélia. Sua população estimada em 2008 era de 16 077 habitantes.